# Iwami Ginzan
El Iwami Ginzan (石 見 銀山 "muntanya de plata de Iwami"?) va ser una mina de plata a la ciutat d'Oda, Prefectura de Shimane a l'illa principal de Honshū, Japó. Va ser la major mina de plata de la història del Japó. Va estar activa durant gairebé quatre-cents anys, des del seu descobriment el 1526 fins al seu tancament el 1923.
Es va afegir a la llista del Patrimoni de la Humanitat el 2007.